# Покровское (Сорожское сельское поселение)
Покро́вское — деревня в Осташковском районе Тверской области. Входит в Сорожское сельское поселение.

## География
Деревня расположена на берегу озера Селигер, рядом с деревней Сорога. Расстояние до районного центра, города Осташков, 10 км.

## Население
| 2008 | 2010 |
| ---- | ---- |
| 162  | ↘144 |

По данным Всероссийской переписи, в 2010 году численность населения деревни составляла 144 человека (68 мужчин и 76 женщин).

## Улицы
В настоящее время в деревне нет ни одной улицы.

## Транспорт
Рядом с деревней расположена ж/д платформа 104 км.